# Naděžda Morávková
Naděžda Morávková (* 16. května 1961 Plzeň) je česká historička.
Zabývá se dějinami moderní historiografie a metodologií historické vědy. Působí na Západočeské univerzitě v Plzni, na katedře historie Fakulty pedagogické. Vystudovala Pedagogickou fakultu v Plzni, v letech 1979–1984, obor český jazyk-dějepis. V roce 1985 složila státní rigorózní zkoušku a získala titul doktor pedagogických věd, PaedDr. Doktorské studium absolvovala na Filosofické fakultě Západočeské univerzity v Plzni, v roce 2006 obhájila práci Kapitoly z dějin plzeňské poválečné historiografie v letech 1945–1965 a získala titul Ph.D. V roce 2013 se po prof. Janu Kumperovi stala vedoucí katedry historie na Fakultě pedagogické Západočeské univerzity v Plzni. V roce 2017 se habilitovala na základě monografie František Graus a československá poválečná historiografie v oboru Historie se zaměřením na české a československé dějiny na Slezské univerzitě v Opavě.
Je zakladatelkou a vedoucí Střediska orální historie SOHI/Society of Oral History SOHI, členkou České asociace orální historie COHA a členkou International Oral History Association IOHA. Je tajemnicí Českého národního komitétu orální historie Akademie věd České republiky. Založila a rediguje dva odborné časopisy (MEMO/ Oral History Journal a Bohemiae occidentalis historica) a odbornou edici Historikem ve dvacátém století. Publikuje v oboru.